# Visbek
Visbek là một đô thị ở huyện Vechta, trong bang Niedersachsen, nước Đức. Đô thị Visbek có diện tích 84,06 km². Đô thị này có cự ly khoảng 12 km về phía bắc của Vechta.